# Василівка (Павлівська сільська громада, Болградський район)
Васи́лівка — село в Україні, у Павлівській сільській громаді Болградського району Одеської області. Населення становить 533 особи.

## Географія
Селом тече річка Формошика.

## Історія
12 червня 2020 року, відповідно до Розпорядження Кабінету Міністрів України від № 724-р «Про визначення адміністративних центрів та затвердження територій територіальних громад Одеської області», увійшло до складу Павлівської сільської територіальної громади.
19 липня 2020 року, в результаті адміністративно-територіальної реформи і ліквідації Арцизького району, село увійшло до складу новоутвореного Болградського району.

## Населення
Згідно з переписом 1989 року населення села становило 558 осіб, з яких 261 чоловік та 297 жінок.
За переписом населення 2001 року в селі мешкали 532 особи.
Мова
Розподіл населення за рідною мовою за даними перепису 2001 року:
| Мова       | Відсоток |
| ---------- | -------- |
| болгарська | 66,04 %  |
| російська  | 13,13 %  |
| гагаузька  | 8,63 %   |
| українська | 7,88 %   |
| молдовська | 3,94 %   |